# Riedlingen

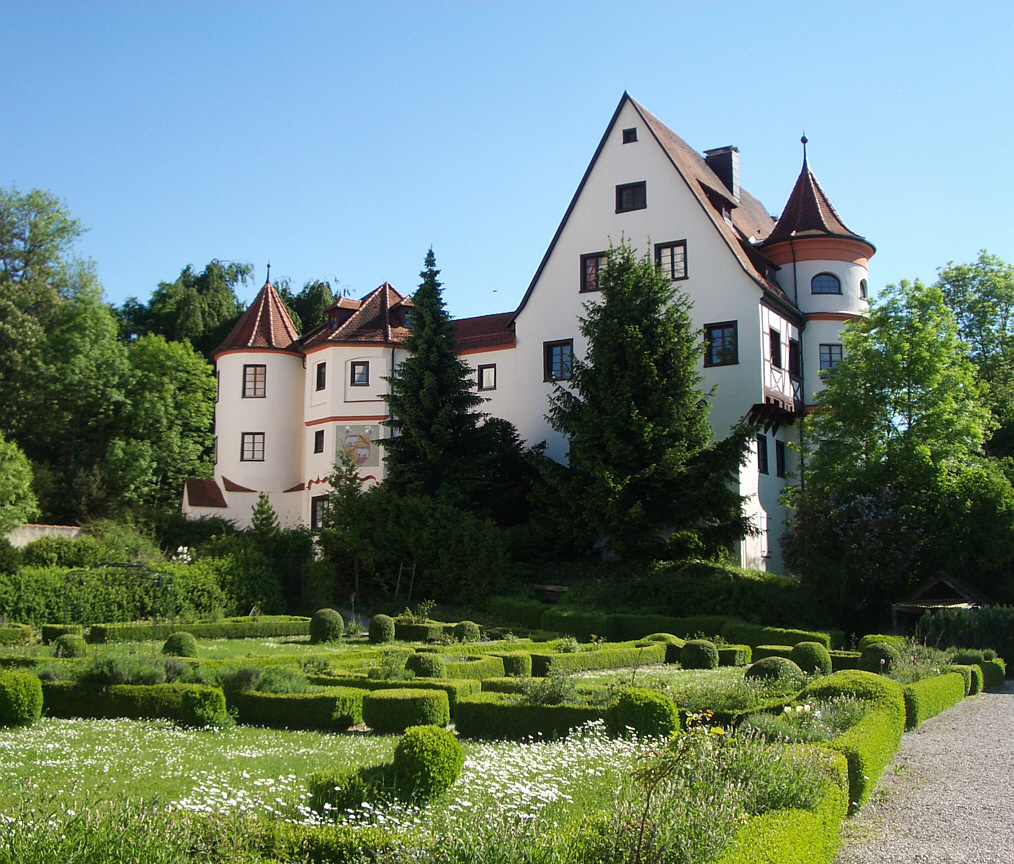
Riedlingen: Kasteeltuin Neufra

Riedlingen is een plaats in de Duitse deelstaat Baden-Württemberg, gelegen in de Landkreis Biberach. De stad telt 10.670 inwoners.

## Geografie
Riedlingen heeft een oppervlakte van 64,97 km² en ligt in het zuidwesten van Duitsland.

## Geboren
- Mario Gómez (1985), voetballer